# Olivia Rogowska
Olivia Rogowska (Melbourne, 7 de juny de 1991) és jugadora de tennis professional australiana retirada. La seva família és d'origen polonès però ella va néixer i viu Melbourne.
La seva trajectòria es va desenvolupar majoritàriament en el circuit ITF, on va aconseguir setze títols individuals i divuit en dobles femenins. Va arribar al 102è lloc del rànquing individual de la WTA l'any 2014, i també al 86è en dobles femenins l'any 2014.

## Trajectòria

### Individual
| Open d'Austràlia | Q1  | 1R  | 1R  | 1R  | 2R  | 1R  | 2R  | 1R  | Q1  | Q3  | 2R  | Q2  | Q1  | 0 / 8 | 3 – 8 |
| Roland Garros | A   | 2R  | Q1  | Q1  | Q1  | Q2  | Q3  | 1R  | Q1  | A   | Q1  | A   | A   | 0 / 2 | 1 – 2 |
| Wimbledon | A   | Q3  | Q1  | A   | Q2  | Q1  | Q1  | Q1  | A   | A   | A   | A   | A   | 0 / 0 | 0 – 0 |
| US Open | A   | 1R  | Q1  | Q1  | 1R  | 1R  | Q2  | A   | A   | A   | 1   | A   | A   | 0 / 3 | 0 – 3 |
| Rànquing a final d'any | 491 | 154 | 211 | 178 | 114 | 166 | 131 | 274 | 278 | 186 | 211 | 291 | 340 |       |       |
| Llegenda: G: Guanyadora; F: Finalista; SF: Semifinalista; QF: Quarts de final; Q: Qualificació; A: Absent; RR: Round Robin; |     |     |     |     |     |     |     |     |     |     |     |     |     |       |       |

### Dobles femenins
| Open d'Austràlia | 1R  | 1R  | 1R  | 1R  | 1R  | 3R | 2R  | 1R  | 0 / 8 | 3 – 8 |
| Roland Garros | A   | A   | A   | A   | A   | A  | A   | A   | 0 / 0 | 0 – 0 |
| Wimbledon | A   | A   | A   | Q2  | A   | Q1 | A   | A   | 0 / 0 | 0 – 0 |
| US Open | A   | A   | A   | A   | A   | A  | A   | A   | 0 / 0 | 0 – 0 |
| Rànquing a final d'any | 286 | 200 | 161 | 201 | 175 | 96 | 272 | 305 |       |       |
| Llegenda: G: Guanyadora; F: Finalista; SF: Semifinalista; QF: Quarts de final; Q: Qualificació; A: Absent; RR: Round Robin; |     |     |     |     |     |    |     |     |       |       |